# Albertine Morin-Labrecque

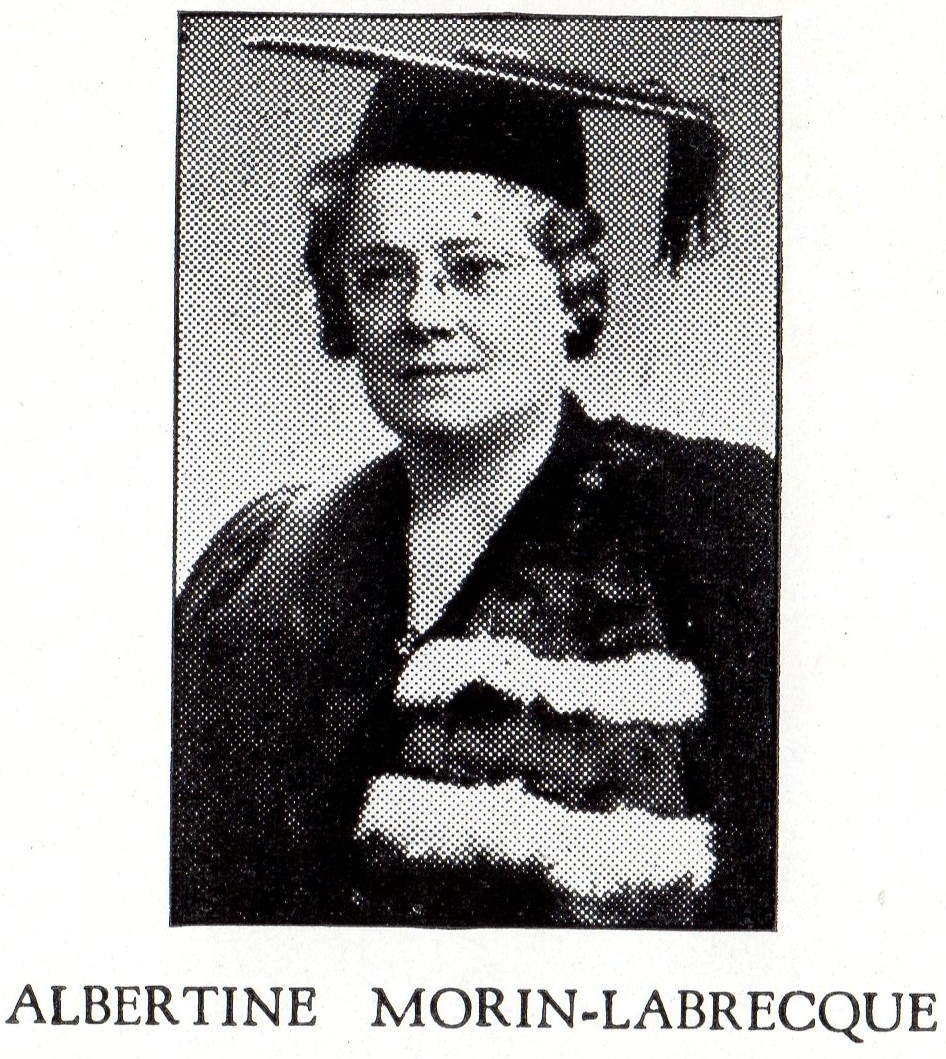

Albertine Rosalie Odile Morin-Labrecque (auch: Labrecque-Morin, geb. Labrecque; * 8. Juni 1886 in Montreal; † 25. September 1957 ebenda) war eine kanadische Komponistin, Pianistin und Musikpädagogin.

## Leben
Albertine Morin-Labrecque begann bereits im Alter von fünf Jahren eine Klavierausbildung, trat zwei Jahre später öffentlich auf und erhielt achtjährig ein Abschlussdiplom am Académie de musique du Québec. Sie setzte ihre Ausbildung bei Romain-Octave Pelletier fort und unternahm ab 1901 Konzertreisen durch Kanada und die USA.
Zur gleichen Zeit begann sie ein Kompositionsstudium und absolvierte eine Gesangsausbildung bei Arthur Plamondon in Paris. Sie gab Konzerte in Paris, Brüssel und New York, bis sie 1920 nach Montreal zurückkehrte. Hier unterrichtete sie Musikpädagogik, Klavier und Analyse am Conservatoire national und von 1922 bis 1951 Klavier und Gesang an der Universität Montreal. Zu ihren Schülern zählten u. a. Gérard Caron und Hector Gratton. Mit ihrer Schwester Jeanne und der Cellistin Yvette Lamontagne gründete sie 1922 ein Trio.
Morin-Labrecque komponierte die „chinesische Oper“ Pas-chu, zwei komische Opern, vier Ballette, eine sinfonische Dichtung (Le matin), zwei Klavierkonzerte. Daneben verfasste sie musikpädagogische Lehrschriften und Monografien und Essays über Bach, Beethoven, Chopin, Gounod, Liszt, Massenet, Mendelssohn, Mozart, Schubert, Schumann, Verdi und Wagner.

## Werke
- Pas-chu, Oper
- Francine, komische Oper, UA 1930
- Le Matin, sinfonische Dichtung
- Pantomime für Violine und Klavier, 1931

## Schriften
- L’Art d’étudier le piano, Montreal 1922
- Recueil de modèles et de dictées musicales
- Méthode de piano
- Charles Gounod et ses opéras 1818–1893, Montreal 1944
- Jules Massenet et ses opéras, 1842–1912, Montreal 1944